# Делсон, Брэд
Брэ́дфорд Фи́ллип (Брэд) Делсон (англ. Bradford Phillip "Brad" Delson; р. 1 декабря 1977, Агура-Хилс, Калифорния) — музыкант, гитарист и один из основателей рок-группы Linkin Park.

## Биография

### Ранняя жизнь
Брэдфорд родился в еврейской семье, где помимо него росли два младших брата — Грег и Джеф.
Брэд Делсон окончил Agoura High School с другом детства и членом Linkin Park Майком Шинодой. Он играл в различных жанрах на протяжении всей своей учёбы в средней школе; наиболее заметным стало создание группы совместно с барабанщиком Робом Бурдоном. Целью было сыграть в Roxy, а после достижения этой цели они распались.
После окончания школы в 1995 году Делсон, Шинода и Бурдон сформировали группу Xero, которая, в конечном итоге, стала отправной точкой для Linkin Park.
В 1995 году Делсон поступил в университет UCLA в качестве регента ученого, работал над степенью бакалавра искусств. Он был членом Общества Phi Beta Kappa и делил комнату в общежитии с будущим участником Linkin Park Дэвидом Фарреллом в течение трех лет.

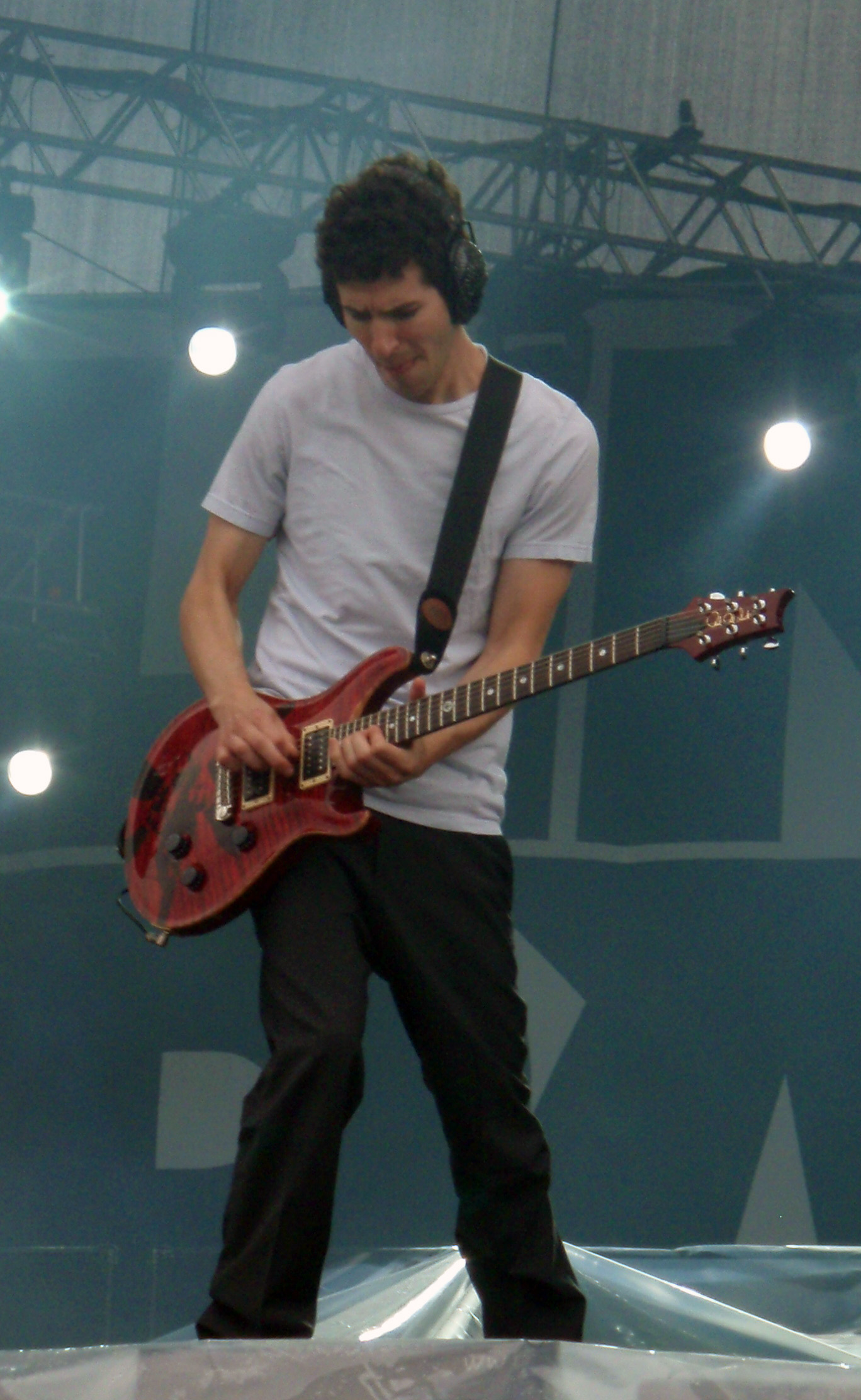
Брэд Делсон 2009 год

После окончания учёбы в 1999 году Делсон решил продолжать музыкальную карьеру с Linkin Park..

## Linkin Park
В 1996 году Майк Шинода, Роб Бурдон и Брэд Делсон создали свою музыкальную группу Xero (с приходом Честера Беннингтона группа будет именоваться Hybrid Theory, а после придёт к окончательному варианту — Linkin Park).
В основном в группе Брэд играет на гитаре, клавишных или перкуссии, но в альбоме 2012 года Living Things вышла песня под названием Until It Breaks, в которой Брэд продемонстрировал свои певческие способности.

## Личная жизнь
В сентябре 2003 года Брэд вступил в брак с Элисой Борен (Elisa Boren) на еврейской свадьбе, состоявшейся в Культурном Центре Skirball. В семье родилось трое детей: Джона Тейлор (Jonah Taylor), Ноа Паркер (Noa Parker) и Эван Руби (Evan Ruby), появившиеся на свет 25 марта 2008 года, 15 мая 2010 года и 19 декабря 2012 года соответственно.

## Дискография
| Год  | Альбом              | Лейбл                                           |
| ---- | ------------------- | ----------------------------------------------- |
| 2000 | Hybrid Theory       | Warner Brothers Records                         |
| 2003 | Meteora             | Warner Brothers Records/Machine Shop Recordings |
| 2007 | Minutes to Midnight | Warner Brothers Records/Machine Shop Recordings |
| 2010 | A Thousand Suns     | Warner Brothers Records/Machine Shop Recordings |
| 2012 | Living Things       | Warner Brothers Records                         |
| 2014 | The Hunting Party   | Warner Brothers Records/Machine Shop Recordings |
| 2017 | One More Light      | Warner Brothers Records/Machine Shop Recordings |
| 2024 | From Zero           | Warner Brothers Records/Machine Shop Recordings |